# Człowiek nankiński
Człowiek nankiński (Homo erectus nankinensis) – podgatunek Homo erectusa znaleziony w Chinach. Czaszki osobników żeńskich i męskich człowieka nankińskiego zostały odkryte w 1993 w Jaskini w Tangshan nieopodal Nankinu. Wiek kości został oszacowany na 620 tysięcy - 580 tysięcy lat. Obecnie czaszki są przechowywane w Muzeum Nankińskim i badane przez czołowych naukowców wyspecjalizowanych w tej dziedzinie.